# 拉卢维耶尔南站
拉卢维耶尔南站（法語：Gare de La Louvière-Sud）是比利时埃诺省城市拉卢维耶尔的鐵路車站。